# Mercedes Doretti
Mercedes Celina Doretti és una antropòloga forense argentina, part del grup que va fundar l'Equip Argentí d'Antropologia Forense (EEAF) el 1984.

## Biografia
Es va llicenciar en Ciències Antropològiques en 1987 en la Universitat de Buenos Aires i després va participar en la creació de l'Equip Argentí d'Antropologia Forense.
Ha estat professor en les universitats de Califòrnia, Berkeley, Harvard, Massachusetts Institute of Technology, Columbia University, State University of Nova York at Purchase, New School for Social Research, Rutgers University. Ha col·laborat amb Amnistia Internacional, el Centre Carter i el Congrés Arqueològic Mundial.
Human Rights Watch, Amnistia Internacional i les Nacions Unides utilitzen habitualment recerques en els seus informes sobre drets humans.

## Premis i reconeixements
Alguns són:
- 1989 - Premi Reebok de Drets Humans, Fundació Reebok (Boston).
- 1990 - Premi Human Rights Watch Monitor, atorgat per Human Rights Watch .
- 1999 - Premi Human Rights Watch Monitor, atorgat per Human Rights Watch .
- 2007 - MacArthur Programa de Socis (beca per al període 2007-2012).
- 2014 - Doctorat honoris causa en Antropologia per part de la Universitat de Buenos Aires .
- 2016: Doctorat honoris causa per part de la Universitat The New School (Nova York).
- 2016 - 100 dones destacades (BBC).

## Treballs
- Mercedes Doretti, Jennifer Burrell (2007). Mercedes Doretti, Jennifer Burrell. «Gray Spaces and Endless Negotiations». A: Anthropology put to work.  Berg Publishers, 2007. ISBN 978-1-84520-601-7. Mercedes Doretti, Jennifer Burrell. «Gray Spaces and Endless Negotiations». A: Anthropology put to work.  Berg Publishers, 2007. ISBN 978-1-84520-601-7.
- Bradley J. Adams, John E. Byrd, eds. (2008).  «Commingled Remains and Human Rights Investigations». A: Recovery, Analysis, and Identification of Commingled Human Remains.  Springer, 2008. ISBN 978-1-58829-769-3.  «Commingled Remains and Human Rights Investigations». A: Recovery, Analysis, and Identification of Commingled Human Remains.  Springer, 2008. ISBN 978-1-58829-769-3.

### Pel·lícula
- Siguiendo a Antigona: Antropología e Investigaciones en Derechos humanos (EAAF producción de Testigo 2002). Coproductora.[8]